# Йежи Попелушко
Йѐжи Александер Попелу̀шко (на полски: Jerzy Aleksander Popiełuszko), с рождено име А̀лфонс Попелушко (на полски: Alfons Popiełuszko)(роден на 14 септември 1947 г. в полското селце Окопи, умира на 19 октомври 1984 г. във Влоцлавек) e полски римокатолически духовник, презвитер, капелан на варшавския профсъюз на „Солидарност“, защитник на човешките права в Полската народна република, убит от служители на полската държавна сигурност, обявен за блажен от католическата църква.

## Биография

### Произход и образование
Родителите на Йежи Попелушко, Владислав и Марианна, обработват земеделска земя. Имат общо 5 деца – Тереса, Юзеф, Алфонс (по-късно Йежи Александер), Станислав и Ядвига, която умира преди да навърши 2 години. Живеят няколко поколения заедно. В семейството се пази паметта за вуйчото Алфонс Гнеджейко, член на Армия Крайова, който умира след войната на 21-годишна възраст от ръцете на руснаци. Роденият през 1947 г. син, който бил третият подред, е кръстен Алфонс. По този начин Марианна иска да увековечи спомена за своя брат.
Алфонс Попелушко става помощник на свещеника (на Запад се нарича министрант) и се отличава с дълбока религиозност. През 1956 г. приема първо причастие и миропомазване. В годините 1961 – 1965 посещава гимназия в Суховоля. Бил съвестен, но не и като ученик. Родителите му често са викани в училището заради неговата религиозност.
След матурата, на 24 юни 1965 г. влиза в Духовната семинария във Варшава. След първата година от своето обучение е извикан за задължителната военна служба, която отбива в годините 1966 – 1968 в специално звено за семинаристи в Бартошице. Взимането на семинаристи е било елемент на репресия спрямо Църквата в Полша. Попелушко не се поддава, противопоставя се, поддържа духа на колегите, макар че често бива наказван за това: с подигравки, дълги часове на упражнения, пълзене в студа, чистене на тоалетните с противогаз. Войската го унищожава физически. В началото на 1970 г., след завръщането си в Семинарията се разболява тежко и като по чудо успяват да го спасят. Здравословните проблеми го съпътстват до края на живота. На 13 май 1971 г., на 23-годишна възраст, сменя името си на Йежи Александер. На 28 май е ръкоположен за свещеник от кардинал Стефан Вишински. На 11 юни 1972 г. отслужва първата си литургия в църквата в Джиалошин. През юни 1972 г. получава номинация за викарий на енорията „Светата Троица“ в Зомбках, близо до Варшава. Там прекарва 3 години (1972 – 1975). Есента на 1975 г. носи поредната промяна в живота на младия викарий. На 5 октомври е изпратен в енорията Parafia Matki Bożej Królowej Polski в Анин (1975 – 1978). И тук, както в Зомбках, се грижи за канцеларията и пасторалната дейност. Но основната му задача е катехизисът. После е свещеник във варшавската църква Dzieciątka Jezus, където пребивава едва 11 месеца. Заболяването му доста затруднява неговата енорийска дейност. Повече време прекарвал в Института по хематология. Поради лошото му здравословно състояние църковните власти го изпращат да върши пасторална дейност в църквата Св. Анна във Варшава. Там провежда семинари предимно за студенти по медицина. Всеки месец в параклиса на Res Sacra Miser на Краковске пшедмешче провежда служба за медицинския персонал. В началото участват много малко хора, но за кратко време тези служби стават доста популярни. В параклиса идват все повече хора. По отношение на тях свещеник Йежи организира санитарна помощ по време на двете посещения на папа Йоан Павел II в Полша. Работата в църквата Св. Анна се оказва много изтощителна и на 20 май 1980 г. той е преместен като резидент в църквата Св. Станислав Костка. Като резидент провежда пасторална дейност сред медицинския персонал. През октомври 1981 г. е номиниран за епархийски пастор на здравната служба и капелан на Dom Zasłużonego Pracownika Służby Zdrowia.
През годините 1974 – 1976 е студент в Люблинския католически университет. През 1978 г. става пастор на медицинското общество във Варшава.

### Капелан на „Солидарност“
От 1980 г. е свързан с работническото общество, активно подкрепя „Солидарност“. По време на стачката е изпратен да отслужи литургия в металургичния завод Хута Варшава. След въвеждане на военното положение организира благотворителни дейности. Помага на преследвани и онеправдани хора. Участва в процесите на тези, които са арестувани заради това, че се противопоставят на военното положение. От 28 февруари 1982 г. в църквата „Св. Станислав Костка“ организира Литургии за Отечеството. Със своята дейност става популярен, не само във Варшава, но и в други градове и получава социална покрепа. Полската народна република обаче възприема неговата дейност като критика и противопоставяне на комунистическия режим. Затова и се превръща в цел за оперативна дейност на Тайните служби. Акцията срещу него, с кодово име „Попел“, започва най-вероятно през 1982 г. Йежи Попелушко е наблюдаван от най-малко четирима тайни сътрудници. Сред тях има и духовници – най-активен е свещеник Михал Чайковски, а също така и светски хора, като например Тадеуш Стахник, който е в близко сътрудничество с каплана. На 2 декември 1983 г. получава призовка за разпит. На 12 декември Попелушко се явява доброволно на разпит. Заместинк прокурорът Анна Яцковска прочита решението за започване на разследване срещу него за това, че „по време на религиозни обреди (...) злоупотребява в неговите проповеди, които освен религиозно съдържание изобилстват от клевети по адрес на държавната власт, и по-точно, че властта си служи с флаш, лицемерие и лъжа, антидемократичното законодателство унищожава човешкото достойнство и лишават обществото от свобода на мисълта и действията, с което злопупотребява с функциите си на каплан.“
За такова обвинение Попелушко е застрашен от 10 години лишаване от свобода. Разпитът трае няколко часа, а след като приключва е назначен обиск в дома на Попелушко. Намерени са гранати, патрони, взривни вещества, мастило – подхвълени от агенти на Тайните служби. Задържаният Попелушко е освободен на следващия ден благодарение на намесата на архиепископ Бронислав Домбровски и министъра на вътрешните работи Чеслав Кишчак.
Веднага след това събитие фигурата на Попелушко се превръща в обект на множество атаки от страна на комунистическите власти.
Случката с обиска в дома му бива описана от Михал Островски. Статията излиза на 27 декември 1983 г. в ежедневника Express Wieczorny. После е разпространена и от други вестници, а също така и от Полското радио. Попелушко опитва да се свърже с автора на статията, но се оказва, че такъв човек не работи в редакцията. Вестникът не публикува изпратеното опровержение. Свещеникът е извикван многократно на разпити. На 12 юли 1984 г. са представени обвиненията. До процес не се стига вследствие на амнистията от 21 юли 1984 г.
През септември 1984 г. Попелушко подготвя второто поклонение до Ясна Гура. Там се среща с Лех Валенса и със свещеник Хенрик Янковски.
На 12 септември 1984 г. започва нова атака срещу свещеник Попелушко. Сигнал дава руският вестник „Известия“. Леонид Топорков написал: (...) превърнал е своето жилище в склад за нелегална литература и работи тясно с жестоки контрареволюционери. Прави впечатление, че не чете проповеди от амвона, а сякаш чете листовки написани от Буяк. От тях лъха ненавист към социализма.
На 13 септември 1984 г. се провежда среща между Войчех Ярузелски и Чеслав Кишчак, както и други високопоставени служители. Малко след това Йежи Урбан, който пише под псевдонима Ян Рем, нарича проповедите на Попелушко „сеанси на ненавист“. На 17 септември 1984 г. Службата за вероизповедания (Urząd do Spraw Wyznań) изпраща гневно писмо до епископите да спрат да толерират действията на някои духовници, като е споменато името на Попелушко.
На 13 октомври 1984 г. бъдещите убийци на свещеника опитват да спрат колата му близо до Гданск, като хвърлят камък по стъклото. Шофьорът успява да овладее ситуацията и да избяга.
Натискът от страна на властта, нарастващата заплаха, както и здравословните проблеми на Попелушко, стават причина примас Юзеф Глемп да му предложи да замине да учи в Рим, като все пак остава решението в неговите ръце. Попелушко не се възползва от предоставената възможност.

## Отвличане и смърт
На 19 октомври 1984 г. пътува до Бидгошч да отслужи литургия. Същият ден, връщайки се във Варшава, на път за Торун, Йежи Попелушко заедно със своя шофьор биват отвлечени от служители на „Група „Д“ на IV Департамент“ на Министерството на вътрешните работи, облечени в униформи на пътни полицаи. Принуждават свещеника да слезе от автомобила, после го пребиват и хвърлят в багажника на кола на Тайните служби. Случилото се след това се разбира единствено от показанията на тримата извършители на отвличането и убийството. Тайните агенти отвличат свещеника заедно с неговия шофьор. Хростовски успява да скочи от колата и да избяга. Похитителите продължават нататък, в посока Торун. Понеже затвореният в багажника свещеник Йежи опитва да се измъкне от там, похитителите спират на няколко пъти и го бият докато той не губи съзнание. Най-накрая го връзват така, че всеки опит да си изпъне краката причиняват задушаване. След това убийците признават пред съда, че спират на защитната стена на Висла във Влоцлавек. Там от височина от няколкостотин метра хвърлят свещеника във водата. Има съмнение, че в този момент Йежи Попелушко все още е жив.
На 30 октомври 1984 г. е намерено тялото му. Ръцете му били вързани така, че всеки опит да ги помръдне затягали примката около врата му. Към тялото му е завързан чувал пълен с камъни. Изследват го в Катедрата по съдебна медицина към Медицинска академия в Бялисток под ръководството на проф. Мария Бирди. По тялото му са открити следи от изтезания.

## Погребение
Първоначално Йежи Попелушко е трябвало да бъде погребан на гробището „Повонзки“. Близки и приятели обаче молят примас Юзеф Глемп, починалият да бъде погребан при църквата Св. Станислав Костка. Така и става. Убийството и разкриването на истината за него предизвиква шок и обществено възмущение. Погребението на 3 ноември 1984 г. събира огромни тълпи и се певръща в голяма манифестация. На погребението присъстват Лех Валенса, Яцек Курон, Адам Михник, Анджей Шчепковски. Попелушко е погребан на територията на църквата Св. Станислав Костка във Варшава. Надгробната плоча във формата на кръст е осветена на 29 юни 1986 г. от Йежи Модзелевски. Мястото е оградено с камъни свързани с верига, които оформят броеница в композиция с надгробната плоча.

## Почитане на паметта на Йежи Попелушко
На 13 октомври 2009 г., във връзка с 25-а годишнина от смъртта на свещеник Йежи Попелушко, президентът на Полша, Лех Качински, посмъртно го удостоява с Ордена на Белия орел. През 1984 г. е удостоен с Gwiazda Wytrwałości.
През 2009 г. в 73 полски града има улици Йежи Попелушко, освен това 4 кръстовища с кръгово движение (rondo) и 3 площада носят неговото име. 21 училища в Полша го избират за свой патрон. Неговата фигура е почетена от 70 паметника, от които 8 извън границите на страната.
От 80-те години на XX век гробът му е обект на поклонения и официални визити, от които на 14 юни 1987 г. там се моли Йоан Павел II. В продължение на 10 години това място е посетено от около 18 млн. души. На територията на енорията Св. Станислав Костка във Варшава се намират паметник и музей (отворен на 16 октомври 2004 г.) посветени на паметта на Попелушко.
В Суховоля при църквата Св. Апостоли Петър и Павел се намира символичен гроб и паметник на Йежи Попелушко.
На територията на църквата Св. Троица в Зомбках, където в годините 1972 – 1975 Попелушко е викарий, има паметна плоча от 1989 г. и паметник от 1997 г.
Освен това паметници на Йежи Попелушко има в Бялисток, Бидгошч, Ченстохова, Кошалин, Крошченко над Дунайцем, Познан, Тарнобжег, Торун, Чикаго и Ню Йорк.
На 6 юни 2010 г., в деня на беатификацията на Попелушко, люблинския архиепископ Юзеф Жичински с декрет издига енория посветена на блажения свещеник Йежи Попелушко в Люблин на територията на деканата Люблин – Юг.
На 21 юни 2011 г. плоцкият епископ Пьотър Либера, установавява в селцето Нуна нова енория посветена на блажения свещеник Йежи Попелушко.
На 19 октомври 2014 г. жешовският епископ Ян Вонтроба подписва постановление за създаването на енория посветена на Йежи Попелушко в Жешов.
През 1985 г., благодарение на застъпничеството на папа Йоан Павел II, издателство Editions Spotkania посмъртно издава запазените записки на Попелушко.
През 1985 г. полският композитор Анджей Пануфник, емигрант във Великобритания, композира Koncert fagotowy посветен на паметта на Йежи Попелушко.
През 1988 г. въз основа на събитията свързани с неговата смърт излиза филма на Агнешка Холанд „Да убиеш свещеник“, а през 2009 г. е премиерата на игралния филм на Рафал Вечински „Попелушко. Свободата е в нас“. Излизат също така и документални филми: Готов съм на всичко (2002, сцен. и реж.: Павел Волдан), Как загива Попелушко... (2010, сцен. и реж.: Пьотър Литка, Пшемислав Войчеховски) и Последен път (2014, сцен. Юзеф Херолд, реж. Роберт Вихровски).
Полски пощи почитат 15-а годишнина от смъртта на Йежи Попелушко като през 1999 г. емитира възпоменателна марка, която влиза в обращение на 19 октомври 1999 г. Проектът е изготвен от Мачей Йендришик. А по случай 25-а годишнина от смъртта на Попелушко Полски пощи издават пощенска марка с портретна снимка на каплана, с автор Томаш Весоловски.
Марката „25 години от смъртта на свещеник Йежи Попелушко“ печели в международния филателистичен конкурс „Premio internazionale d’arte Filatelica San Gabriele“. Признат е за най-добрата емисия на религиозна тематика през 2009 г. Негова авторка е полската артистка Мажанна Домбровска.
По случай беатификацията на Попелушко Полски пощи издават възпоменателни марка и плик. Стойността на пощенската марка възлиза на 1,95 зл.
Полската народна банка вкарва в обращение възпоменателни монети за 25-а годишнина от смъртта на свещеника Йежи Попелушко с номинал 2 зл., 37 зл. и 10 зл. На монетите се повтарят думите „Побеждавай злото с добро“, цитат от Послание на Св. Апостол Павел до Римляните, с което свещеник Йежи обобщавал своето най-важно послание.
За 30-а годишнина от смъртта Полският монетен двор изсича нумизмат с образа на блажения свещеник Йежи Попелушко. 
На 17 октомври 2014 г. в присъствието на президента Бронислав Коморовски е отворен Образователен център за младежта в Гурск, който носи името на свещеник Йежи Попелушко.

## Канонизиране

### Беатификация
На 5 ноември, два дена след погребението на Попелушко, примас Юзеф Глемп получава първата писмена молба за започване на процес по беатификация. Група служители от Гинекологична болница във Варшава, където Попелушко е бил капелан, полагат 178 подписа. На 28 ноември на поредната молба подписите си полагат 456 студенти от Люблинския католически университет. Пишат хора от цял свят. През 1985 г. – година след смъртта – Секретариата на Светия престол получава 13 940 поименни молби от 17 страни за беатификацията на свещеник Попелушко.
Въпреки нестихващия култ към свещеника, години наред процеса по беатификация не е започнат, поради редица причини. Официално процесът по беатификация започва на 8 февруари 1997 г. в църквата Св. Станислав Костка във Варшава, като епархийския етап от процеса приключва точно 4 години по-късно. По време на този етап са изслушани 44 свидетели.
На 19 декември 2009 г. негово светейшество Бенедикт XVI подписва указ за мъченичеството на свещеник Йежи Попелушко. На 15 февруари 2010 г. варшавският архиепископ Кажимеж Нич обявява дата за беатификацията на свещеник Йежи – 6 юни 2010 г. На 7 април 2010 г. е извършена ексхумация на тялото на Йежи Попелушко с цел събиране на костни частици, които ще се превърнат в мощи.
Обявяването на свещеник Йежи Попелушко за блажен на Католическата църква се извършва на 6 юни 2010 г. във Варшава на площад Пилсудски. Светата литургия за беатификацията предстоятелства Анджело Амато, префект за Конгрегацията за процесите на светците, който от името на папа Бенедикт XVI чете акта за обявавянето на Попелушко за блажен.

### Процес по канонизация
На 20 септември 2014 г. във френската епархия Кретей започва процеса по канонизация на блажения отец Йежи, тъй като оздравяването на болния се случва именно във Франция. Местният епископ, Мишел Сантие, свиква комисия от теолози и лекари експерти, които да разпитват свидетели за извършеното чудо със застъпничеството на блажения отец Йежи. Ако се окаже, че чудото е автентично по смисъла на канона, ще бъдат предприети следващите стъпки по пътя на канонизацията. На 14 септември 2015 г. е приключена епархийската фаза във Франция и всичко е предадено на ватиканската Конгрегация за процесите на светците. Нейната задача е да изслуша свидетелите и да събере медицинските документи. Ако се потвърди необяснимото оздравяване на 56 г. французин, богословската комисия намери врзка между оздравяването и молитвата със застъпничеството на Попелушко, а кардиналите и епископите приемат тяхното твърдение, тогава префекта на конгрегацията ще може да се обърне към папата с молба за издаване на декрет за чудо, извършено със застъпничеството на блажения. Това ще отвори пътя за неговата канонизация.

### Чествания
На 19 октомври 2010 г. ахиепископ Кажимеж Нич определя:
- Имен ден на Йежи – 23 април (Dzień imienin Jerzego);
- Годишнина от церемонията по беатификация – 6 юни;
- Литургично честване на блажения Йежи Попелушко – 19 октомври.
През 2014 г. Йежи Попелушко е обявен за патрон на НСП „Солидарност“.
|  | Тази страница частично или изцяло представлява превод на страницата Jerzy Popiełuszko в Уикипедия на полски. Оригиналният текст, както и този превод, са защитени от Лиценза „Криейтив Комънс – Признание – Споделяне на споделеното“, а за съдържание, създадено преди юни 2009 година – от Лиценза за свободна документация на ГНУ. Прегледайте историята на редакциите на оригиналната страница, както и на преводната страница, за да видите списъка на съавторите. ВАЖНО: Този шаблон се отнася единствено до авторските права върху съдържанието на статията. Добавянето му не отменя изискването да се посочват конкретни източници на твърденията, които да бъдат благонадеждни. |